# 花林苑
花林苑（かりんえん）は、大阪府高槻市北部の町名。人口は1281人（高槻市調べ。平成29年6月末現在）

## 概要
現在花林苑と称される地域は元来成合西の町に属する未開発の丘陵であったが、2000年（平成12年）8月より新住宅地の造成が開始され、翌2001年（平成13年）5月1日に正式に花林苑として成合西の町から分離された。今では、362戸（364区画）の住宅が立ち並ぶ、閑静な住宅街となっている。

## 地理
町域全体が檜尾川右岸の高台に位置する。町内は北東部の1番から南西部の24番まで街区符号が割り当てられており、全域に二階建ての一戸建てが整然と立ち並ぶ。地区の東端が成合西の町のやまもも公園に、西端が日吉台七番町のあさがお公園に接し、地区中心部の11番にくぬぎ公園がある。なかでもくぬぎ公園は地区の象徴ともいえる公園であり、公園中央にはシンボルツリーの「ダイバクヌギ」が植えられている。又、くぬぎ公園の北側に隣接する形で地区の集会所が設置されており、櫟亭（くぬぎてい）と称され、親子あそび、絵本の読み聞かせ（紙芝居）、歌、親子での工作や折り紙、手あそび、ゲーム、フリータイム、その他季節のイベントが定期的に開催されるなど、住民交流の中核施設として機能している。なお櫟亭は、純無垢造り。

### 道路
地区内には幹線道路などの交通量の多い道路は設置されていない。地区を北東ー南西に貫通する道路はメイン道路と呼ばれ、花林苑住民の生命線とも言える道路であり、電柱がなく、緑地帯が配されている。その他にも、花林坂と呼称される地区の入り口から住宅街に向かう道も花林苑住民の中で重要な役割を果たしている。

### 環境
「花と緑あふれる閑静な街」を街のあるべき姿として掲げ、開発当初から全戸が建築協定や緑化協定を結び、オープン外溝の街並の保全や緑地帯の維持が目指されている。平成中期に造成された住宅地のため令和初期の現在では比較的若年層の割合が高く、子ども会やちびっこサークル活動が活発に行われている。

## 沿革
- 2000年8月  住宅地の開発がはじまる
- 2001年5月1日 花林苑が正式な町名として高槻市に登録
- 2001年6月 入居がはじまる
- 2002年4月 花林苑子ども会が発足
- 2003年6月 たかつき花林苑自治会が発足。日吉台コミュニティに加入
- 2007年12月 362戸の住宅がすべて完成

## 校区
2022年（令和4年）4月現在、花林苑は全域が北日吉台小学校、芝谷中学校の校区に指定されている。

## 交通アクセス
- JR京都線高槻駅から高槻市営バス上成合循環JR高槻駅南行きのバスが地区の側を通る。

### バス停留所
- 成合中町

## 隣接する町名
- 日吉台
- 弥生が丘町
- 成合

## その他

### 日本郵便
- 郵便番号 : 569-1018